# Station Smethwick Galton Bridge
Smethwick Galton Bridge is een spoorwegstation van National Rail in Sandwell in Engeland. Het station is eigendom van Network Rail en wordt beheerd door West Midland Trains.

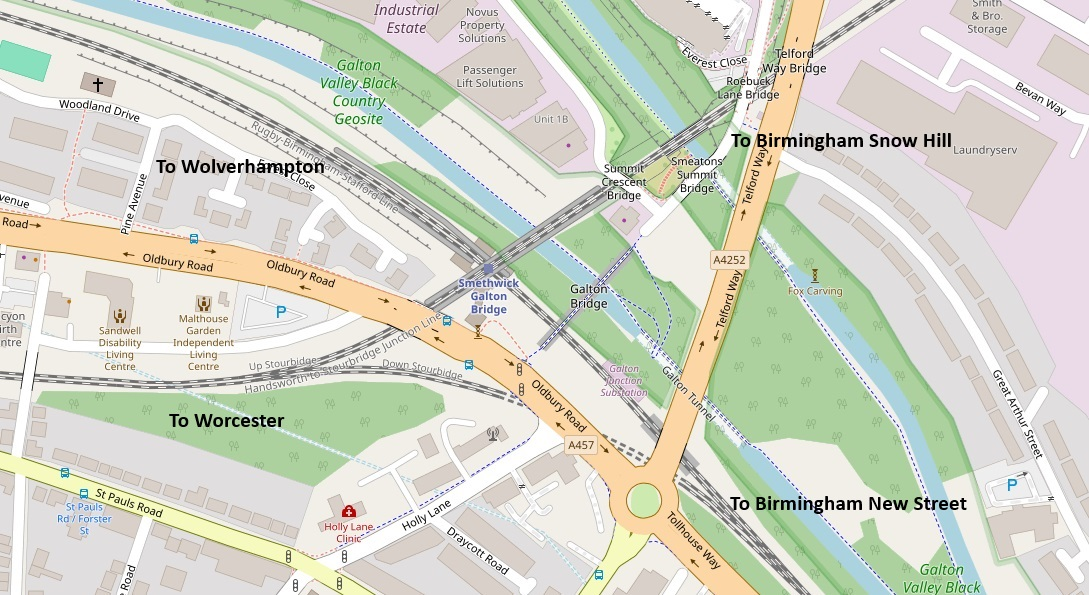
Kaartje van lijnen van en naar station Smethwick Galton Bridge

Het is een kruisingsstation. Op het lage niveau loopt de lijn Birmingham New Street - Wolverhampton; op het hoge niveau de lijn Birmingham Snow Hill - Worcester.